# Stuart Chase
Stuart Chase (né en 1888 à Somersworth - mort en 1985) était un économiste et ingénieur américain formé au MIT. Il est connu pour avoir été à l'origine du concept de New Deal.
Ses ouvrages traitent de sujets aussi variés que la sémantique générale ou l'économie physique. Sa double formation d'ingénieur et d'économiste le rattache à l'approche philosophique de Richard Buckminster Fuller. On lui a attribué la création de l'expression de New Deal, qui qualifia le programme économique du président américain Franklin Delano Roosevelt. En 1932, il fit en effet la une de The New Republic avec une tribune intitulée A New Deal for America en français : « "Une nouvelle donne pour l'Amérique" » au cours de la semaine où Roosevelt prononça son discours promettant un New Deal. Mais il n'est pas avéré que Samuel Rosenman, le « porte-plume » de Roosevelt, ait vu le magazine auparavant.
Stuart Chase a été membre du think tank Technical Alliance, et a pris part au mouvement technocratique. 

## Citations
- Chase est cité par S. I. Hayakawa dans son livre Language in Thought and Action pour avoir dit : « Common sense is that which tells us the world is flat » (« Le sens commun est ce qui nous dit que le monde est plat »).

- Le 20 septembre 1919, dans une polémique avec Kautsky, pour se défendre des accusations occidentales de germanophilie et de terrorisme, Lénine publie une lettre que Stuart Chase écrivit le 25 juin au magazine américain de centre gauche,New Republic. Chase y  contestait le bien-fondé de l'intervention des Alliés (dont faisaient partie les Etats-Unis) contre la Russie des Soviets. Car disait-il nous avons soutenu en 1918 un gouvernement finlandais "infiniment plus germanophile" et "infiniment plus terroriste que le gouvernement bolchevique". Chase appelait les occidentaux à reconnaitre ce même gouvernement et à lever le blocus [1].